# Conseil régional (Hong Kong)
Pour les articles homonymes, voir Conseil régional.

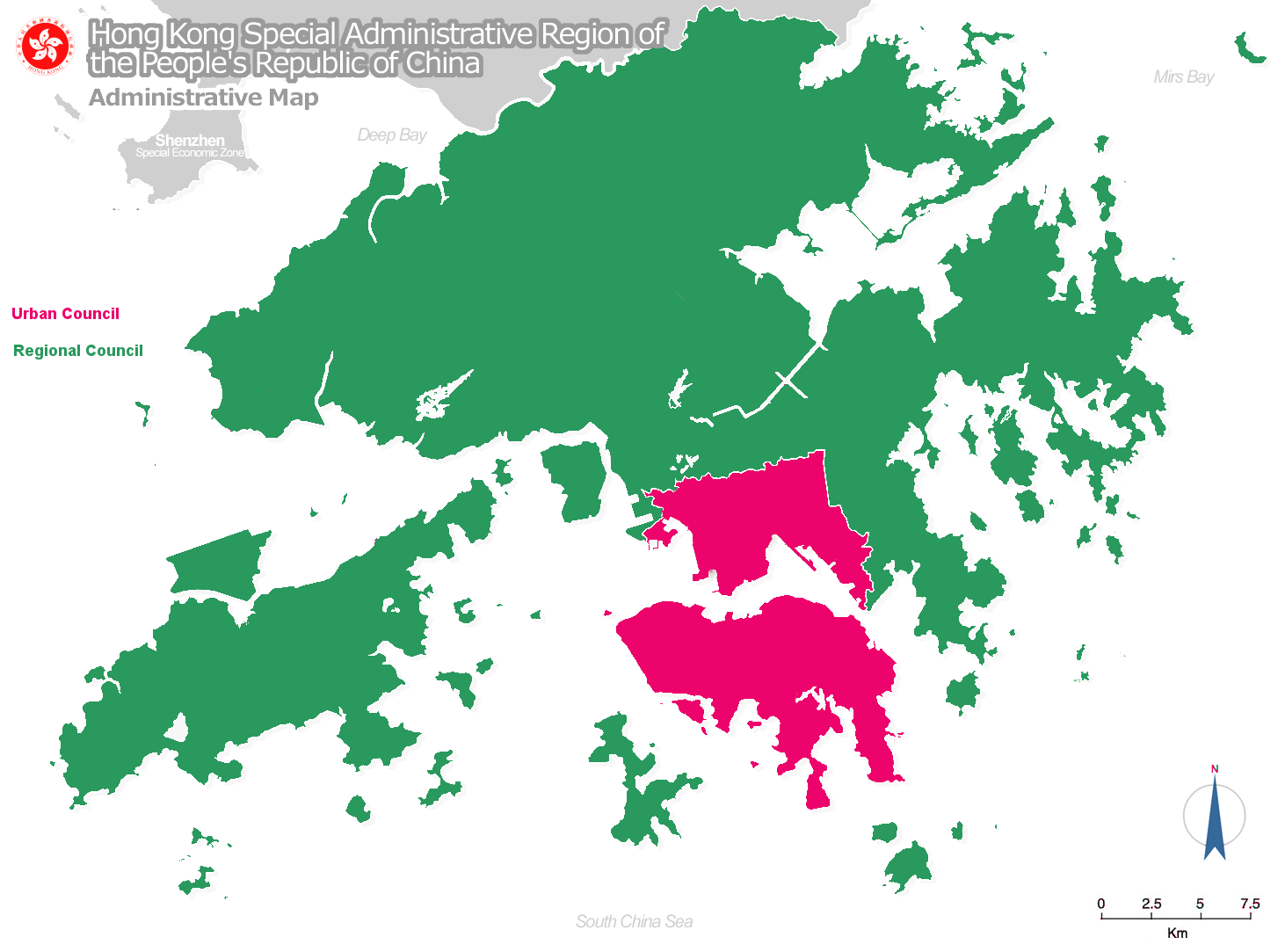
Aire de service du conseil régional (en vert).

Le conseil régional (區域市政局, Regional Council, RegCo) est un ancien conseil municipal de Hong Kong responsable des services municipaux (en) dans les Nouveaux Territoires (excepté New Kowloon). Ces services étaient fournis par le bras exécutif du conseil, le département des services régionaux (en). Le corps équivalent pour l'île de Hong Kong était le conseil urbain.
Ayant son siège près de la station de Sha Tin, il est dissout peu après la rétrocession de Hong Kong à la Chine.

## Histoire
Techniquement, seules l'île de Hong Kong, Kowloon et New Kowloon relèvent de la compétence du conseil urbain. Mais le département des services urbains (en), branche exécutive du conseil urbain, commence à desservir les Nouveaux Territoires à partir de 1953.
À la suite d'une consultation publique, un « conseil régional provisoire » est créé le 1er avril 1985 sous les auspices du gouvernement de Hong Kong, pour fournir aux Nouveaux Territoires ce que le conseil urbain fait pour l'île de Hong Kong et Kowloon. À l'instar du conseil urbain, le conseil régional est créé en 1986 en tant qu'organe élu composé de représentants de circonscriptions électorales et de conseils de district de Hong Kong (en).
En 1986, la planification commence pour le bâtiment du siège du conseil. Jusqu'à la construction de locaux permanents, les services du conseil régional étaient dispersés dans divers bâtiments de Tsim Sha Tsui. Un site est sélectionné à proximité du centre-ville de Sha Tin (en) et la construction commence en avril 1989. Il est inauguré le 27 septembre 1991 par le gouverneur David Wilson et son épouse. Le bâtiment se compose d'un bloc bas, abritant les chambres du conseil, à côté d'une tour de 20 étages abritant les différentes unités de la direction des services régionaux. Le bâtiment est conçu par Peter Keeping, architecte au département des services d'architecture, pour un coût de 200 millions $. L'entrée est gardée par deux lions de marbre fabriqués à Pékin. Aujourd'hui, le bâtiment est le siège du département des loisirs et des services culturels.

## Fonction et structure
La structure du conseil régional comprend l'ensemble du conseil régional, des comités restreints fonctionnels, des comités de district et des sous-comités.
Au départ, trois comités spéciaux fonctionnels étaient prévus : le comité spécial des voies et moyens, le comité spécial d'hygiène de l'environnement et le comité spécial des loisirs et de la culture. Ils sont rejoints par la commission des licences d'alcool lors de la fondation du conseil en 1986 et, en 1987, le comité spécial des voies et moyens est divisé en deux comités : le comité spécial des travaux d'immobilisations et le comité spécial des finances et de l'administration. À partir du 4 juillet 1997, le comité spécial des loisirs et de la culture est séparé en un comité spécial de la culture et des arts et du comité des loisirs et des sports, formant éventuellement six comités spéciaux au moment de la dissolution du conseil.
Les neuf comités de district étaient les suivants : îles, Kwai Chung et Tsing Yi, district Nord, Sai Kung, Sha Tin, Tai Po, Tsuen Wan, Tuen Mun, et Yuen Long.

## Dissolution
Après la rétrocession de Hong Kong à la Chine de 1997, le nom change en « conseil régional provisoire », composé de membres du RegCo pré-rétrocession et de nouveaux membres nommés par le chef de l'exécutif. Le conseil est dissous le 31 décembre 1999 en même temps que le conseil urbain provisoire selon le programme du chef de l'exécutif d'alors Tung Chee-hwa pour rationaliser et centraliser les services municipaux dans le cadre de ses réformes de politique gouvernementale. Le conseil régional et le conseil urbain s'étaient, depuis 1998, conjointement opposés à ce plan, en présentant une proposition alternative de fusion intitulée « Un conseil, un département », qui n'a pas été acceptée par le gouvernement. Le dernier président commente :

« Suite à la création [du Conseil], des améliorations notables ont été apportées aux services et installations culturels, récréatifs et de divertissement de la région, et ils sont très appréciés et considérés par la communauté locale des Nouveaux Territoires. Il est donc très dommage de voir la dissolution du conseil dans une telle précipitation et par une décision aussi trouble basée sur des arguments peu convaincants. Même s'il était clair pour nous tous que, grâce aux expériences acquises au service du conseil pendant plus d'une décennie, nous pouvions faire plus et mieux pour la population de Hong Kong. »

— Lau Wong-fat (en), membre du conseil régional de 1986 à 1999
Bien que le gouvernement ait promis que certains pouvoirs et devoirs du conseil urbain et du conseil régional seraient transférés aux conseils de district, dans les faits, tous ont été repris par deux départements gouvernementaux nouvellement créés : le département de l'hygiène alimentaire et environnementale (en) et le département des loisirs et des services culturels, avec le département des affaires intérieures (en). Les archives des deux conseils municipaux sont conservées par les bibliothèques publiques de Hong Kong (en), et sont disponibles en ligne sous forme numérisée.

## Listes des présidents
- Cheung Yan-lung (en), 1986–1995
- Daniel Lam (en), 1995–1997
- Lau Wong-fat (en), 1997–1999